# Dactylorhiza conigera
Dactylorhiza conigera är en orkidéart som först beskrevs av Norman, och fick sitt nu gällande namn av Ined.. Dactylorhiza conigera ingår i Handnyckelsläktet som ingår i familjen orkidéer. Inga underarter finns listade i Catalogue of Life.